# Sphodromantis pavonina
Sphodromantis pavonina é uma espécie de louva-a-deus da família dos Mantidae, sendo encontrados em Angola, Camarões e Congo.